# Ingemar Andersson (politiker)
Gustav Ingemar Andersson (i riksdagen kallad Andersson i Linköping), född 23 maj 1913 i Lindesbergs landsförsamling, Örebro län, död i februari 1995 i Wien i Österrike, var en svensk journalist och socialdemokratisk politiker.
Han började tidigt arbeta i skobranschen och engagerade sig fackligt och politiskt. Han blev senare anställd vid Örebro-kuriren och blev så småningom ansvarig utgivare för tidningen Östgöten. Andersson var ledamot av riksdagens andra kammare 1949–1964, invald i Östergötlands läns valkrets, och ingick i den svenska delegationen i Europarådet. 1962 var han ledamot av ungdomsstyrelsenämnden och byråchef i socialdepartementet.
Efter pensionering bosatte han sig i Wien, där han avled 1995.